# Курманш
Курманш (фр. Courtemanche) насеље је и општина у североисточној Француској у региону Пикардија, у департману Сома која припада префектури Мондидје.
По подацима из 2011. године у општини је живело 96 становника, а густина насељености је износила 23,13 становника/km². Општина се простире на површини од 4,15 km². Налази се на средњој надморској висини од 60 метара (максималној 116 m, а минималној 50 m).

## Демографија
| 1962. | 1968. | 1975. | 1982. | 1990. | 1999. | 2011. |
| ----- | ----- | ----- | ----- | ----- | ----- | ----- |
| 71    | 75    | 63    | 72    | 81    | 83    | 96    |

График промене броја становника у току последњих година